# اوان فورنیر
اوان فورنیر (انگلیسی: Evan Fournier؛ زادهٔ ۲۹ اکتبر ۱۹۹۲) یک بازیکن بسکتبال اهل فرانسه است.
از باشگاه‌هایی که در آن بازی کرده‌است می‌توان به دنور ناگتس اشاره کرد.